# Stelian Bordieanu
Stelian Bordieanu (n. 15 septembrie 1968, Petricani) este un fost jucător român de fotbal, actualmente antrenor. A evoluat pe postul de portar la multe grupări de prima divizie, s-a retras dar a revenit pe motiv că Oțelul Galați la acea vreme ducea lipsă de portari.

### Cluburile la care a evoluat
- Politehnica Iași (1992-1993)
- Politehnica Iași (1993-1994)
- Dinamo București (1994-1995)
- FC Brașov (1994-1995)
- Dinamo București (1995-1996)
- Oțelul Galați (1995-1996)
- Oțelul Galați (1996-1997)
- Oțelul Galați (1997-1998)
- Oțelul Galați (1998-1999)
- Oțelul Galați (1999-2000)
- Oțelul Galați (2000-2001)
- Oțelul Galați (2001-2002)
- Oțelul Galați (2002-2003)